# گلین قشلاقی
گلین قشلاقی یک روستا در ایران است که در دهستان سنجبد شمالی واقع شده‌است. گلین قشلاقی ۱۴۳ نفر جمعیت دارد.